# المسئولية الوزارية الفردية

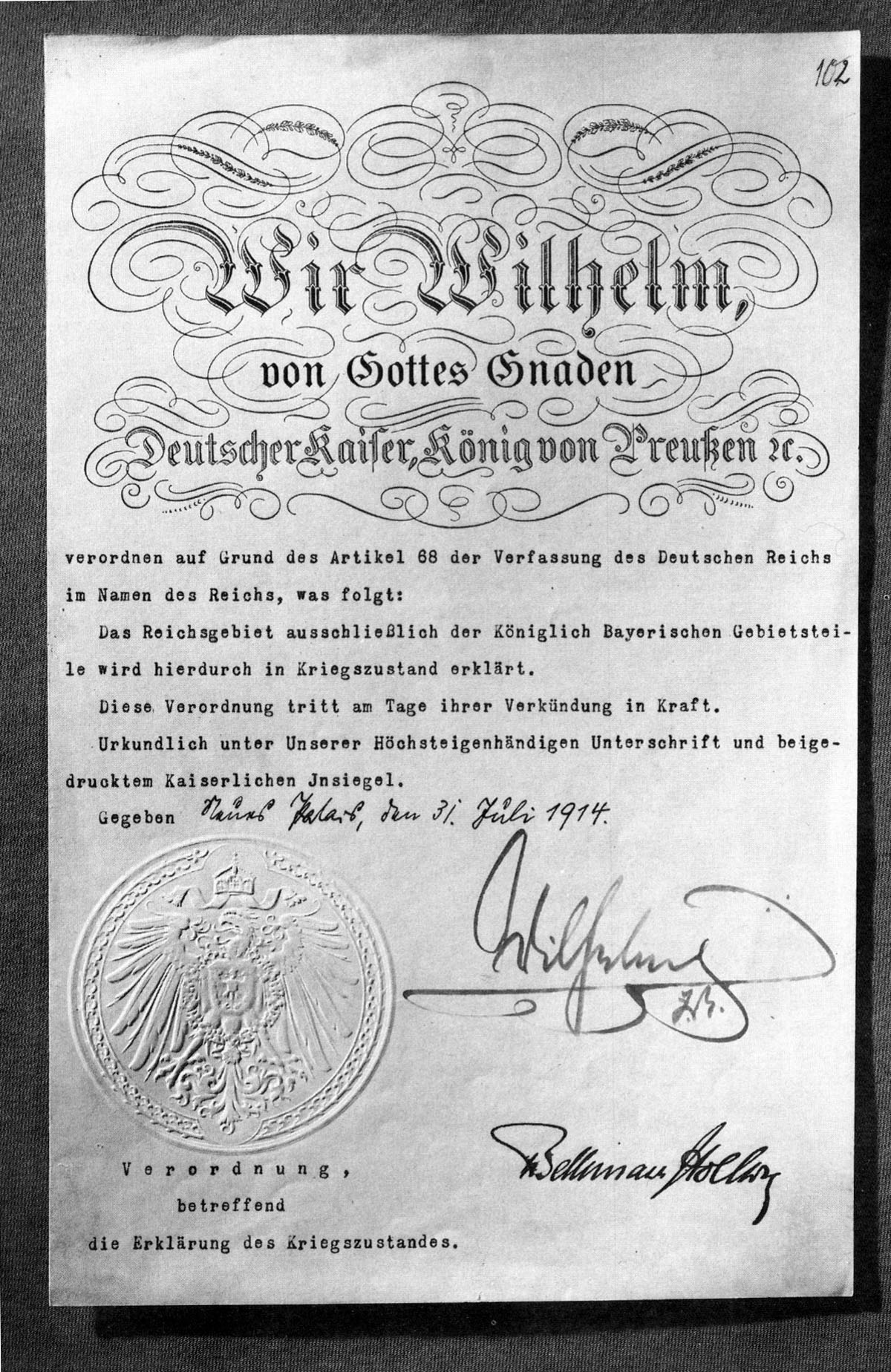

المسئولية الوزارية الفردية هي عرف دستوري في الحكومات باستخدام نظام وستمنستر ينص على أن وزير مجلس الوزراء يتحمل المسؤولية النهائية عن تصرفات الوزارة أو القسم. والمسؤولية الوزارية الفردية ليست هي نفسها المسؤولية الجماعية لمجلس الوزراء، التي تنص على أنه يجب على أعضاء مجلس الوزراء أن يوافقوا علناً على القرارات الجماعية أو الاستقالة.
وهذا يعني أن الحركة من أجل نيل «حجب الثقة» ليست في النظام يجب أن تفشل تصرفات جهازا من أجهزة الحكومة في أداء الصحيح لمسؤولياتهم. حيث هناك مسؤولية وزارية، من المتوقع أن محاسبة الوزير لاتخاذ اللوم وفي نهاية المطاف الاستقالة، ولكن لم يتم عقد الأغلبية أو الائتلاف داخل البرلمان منها وزير جزء، لتكون مسؤولة عن الفشل الذي الوزراء.
هذا يعني أنه إذا وجدت النفايات والفساد، أو أي سوء تصرف آخر حدث داخل وزارة، وزير مسؤول حتى لو كان وزير لا يعرف شيئاً عن هذه الإجراءات. وزير هو المسؤول في النهاية عن جميع الأعمال التي تقوم بها وزارة لأنه، حتى دون معرفة مخالفة من قبل المرؤوسين، وافق وزير توظيف واستمر العمل لتلك خدمة مدنية الصورة. إذا تم العثور على الآثام وقعت في الوزارة، ومن المتوقع أن يستقيل الوزير. ومن الممكن أيضا لوزير لمواجهة اتهامات جنائية لارتكاب فعل ضار تحت المراقبة الخاصة بهم.
ويعتبر مبدأ أساسيا، كما رأينا ذلك لضمان أن مسؤول منتخب غير مسؤولة عن كل قرار حكومي واحد. من المهم لتحفيز الوزراء للتدقيق عن كثب أنشطة داخل إداراتهم أيضا. قاعدة واحدة قادمة من هذا المبدأ هو أن كل الإجابات عضو مجلس الوزراء لوزارتهم في البرلمان مسألة وقت. على العكس من المسؤولية الوزارية هو أن موظفي الخدمة المدنية وليس من المفترض أن يأخذ الفضل في نجاحات إداراتهم، يسمح للحكومة المطالبة بها.
في السنوات الأخيرة جادل بعض المعلقين قد تآكلت مفهوم المسؤولية الوزارية في العديد من دول الكومنولث البلدان. في حين أن المذهب هو مؤتمر دستوري، لا توجد آلية رسمية لتنفيذ حكم. وزراء اليوم كثيرا ما تستخدم جهل سوء السلوك كحجة لعدم المؤاخذة. في حين أن الأحزاب المعارضة نادرا ما يقبل هذه الحجة، الناخبين في كثير من الأحيان أكثر تقبلا. في معظم دول الكومنولث الأخرى مثل هذه الحالات هي اليوم نادرا ما يقدم للمحاكمة.

## المملكة المتحدة
من الواضح حالياً ما العمل يجب زير الفرد التي يجب اتخاذها عند موظف في وزارته هو مذنب من سوء الإدارة. جرت صياغة بعض المبادئ التوجيهية المكان خلال Crichel أسفل الشئون في عام 1954 حيث قام وزير الزراعة، توماس DUGDALE، استقال من منصبه، على الرغم من التحقيق تشير إلى أن أدلى كل الاخطاء داخل وزارته دون علمه وفي بعض الحالات بسبب الخداع المتعمد من قبل موظفي الخدمة المدنية. وأشارت التفاصيل في وقت لاحق انه استقال لانه أيد تصرفات موظفي الخدمة المدنية ولأنه اختلف مع الحكومة قبول استنتاجات لجنة التحقيق.